# Балта-Нягре
Балта-Нягре (рум. Balta Neagră) — село у повіті Ілфов в Румунії. Входить до складу комуни Нуч.
Село розташоване на відстані 33 км на північний схід від Бухареста, 119 км на південний схід від Брашова.

## Населення
За даними перепису населення 2002 року у селі проживали 259 осіб. Усі жителі села рідною мовою назвали румунську.
Національний склад населення села:
| Національність | Кількість осіб | Відсоток |
| -------------- | -------------- | -------- |
| румуни         | 253            | 97,7%    |
| цигани         | 5              | 1,9%     |